# Єнбекшинський сільський округ (Алакольський район)
Єнбекши́нський сільський округ (каз. Еңбекші ауылдық округі, рос. Енбекшинский сельский округ) — адміністративна одиниця у складі Алакольського району Жетисуської області Казахстану. Адміністративний центр — село Єнбекші.
Населення — 1249 осіб (2021; 1465 у 2009, 1783 у 1999, 1956 у 1989).
Станом на 1989 рік існувала Єнбекшинська сільська рада (село Єнбекші).